# Forte Coldarco

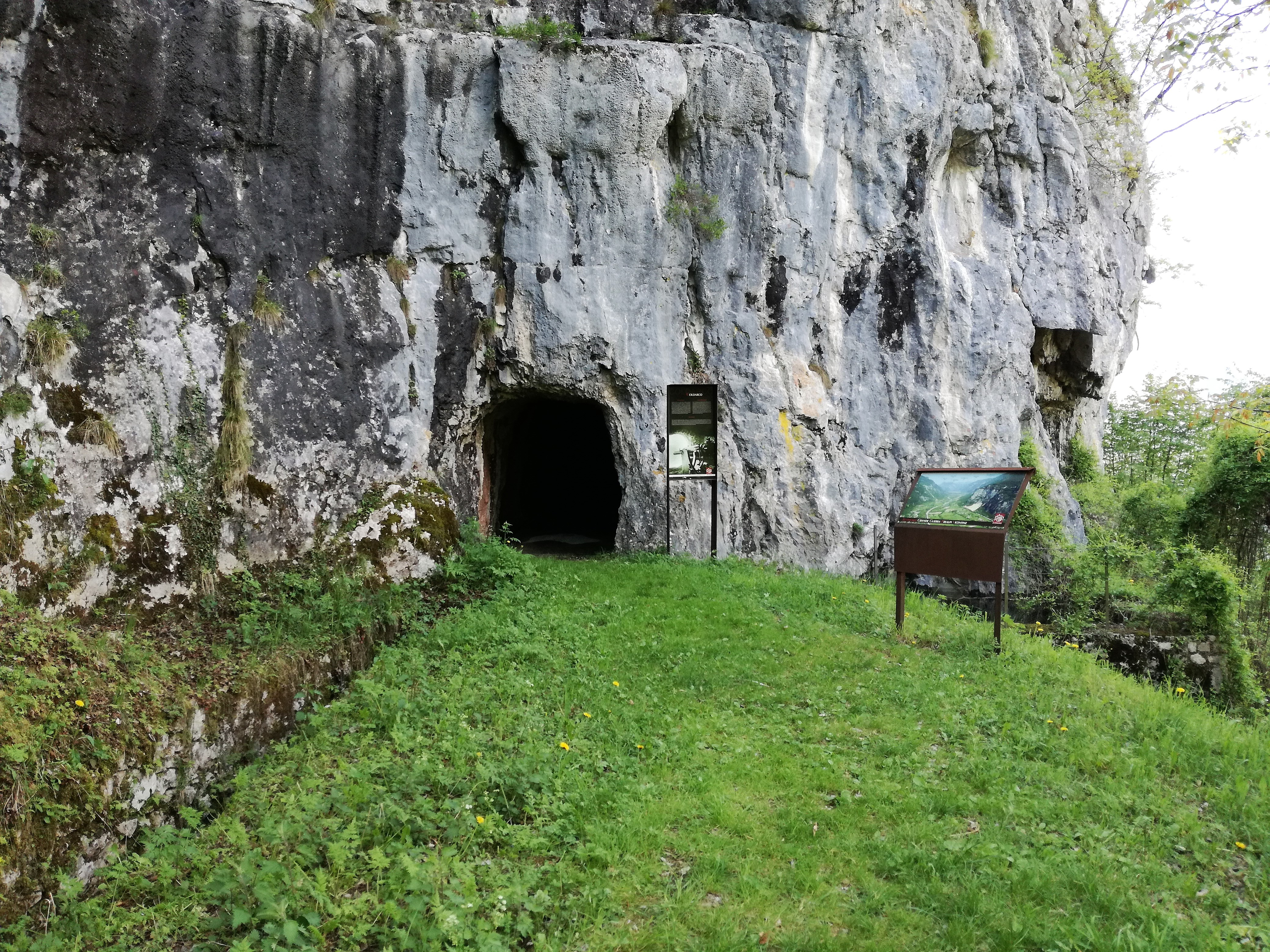
Kavernenbatterie Coldarco: Eingang Hauptstollen

Die Kavernenbatterie Coldarco, auch als Forte Coldarco oder Fortino Stella bezeichnet, ist eine italienische in den Fels getriebene Artilleriestellung aus der Zeit des Ersten Weltkrieges in der norditalienischen Provinz Vicenza. Sie wurde an den nordöstlichen Ausläufern der Hochebene der Sieben Gemeinden im Gemeindegebiet von Enego errichtet.

## Lage
Die Kavernenbatterie Coldarco liegt in der nördlich zur Gemeinde Enego gehörenden Fraktion Coldarco, zwischen den beiden Weilern Coldarco di Sotto und Coldarco di Mezzo. Sie wurde in einer Felswand auf 587 m s.l.m. oberhalb des Canale di Brenta erbaut, wie die südöstliche Fortsetzung der Valsugana genannt wird.

## Geschichte

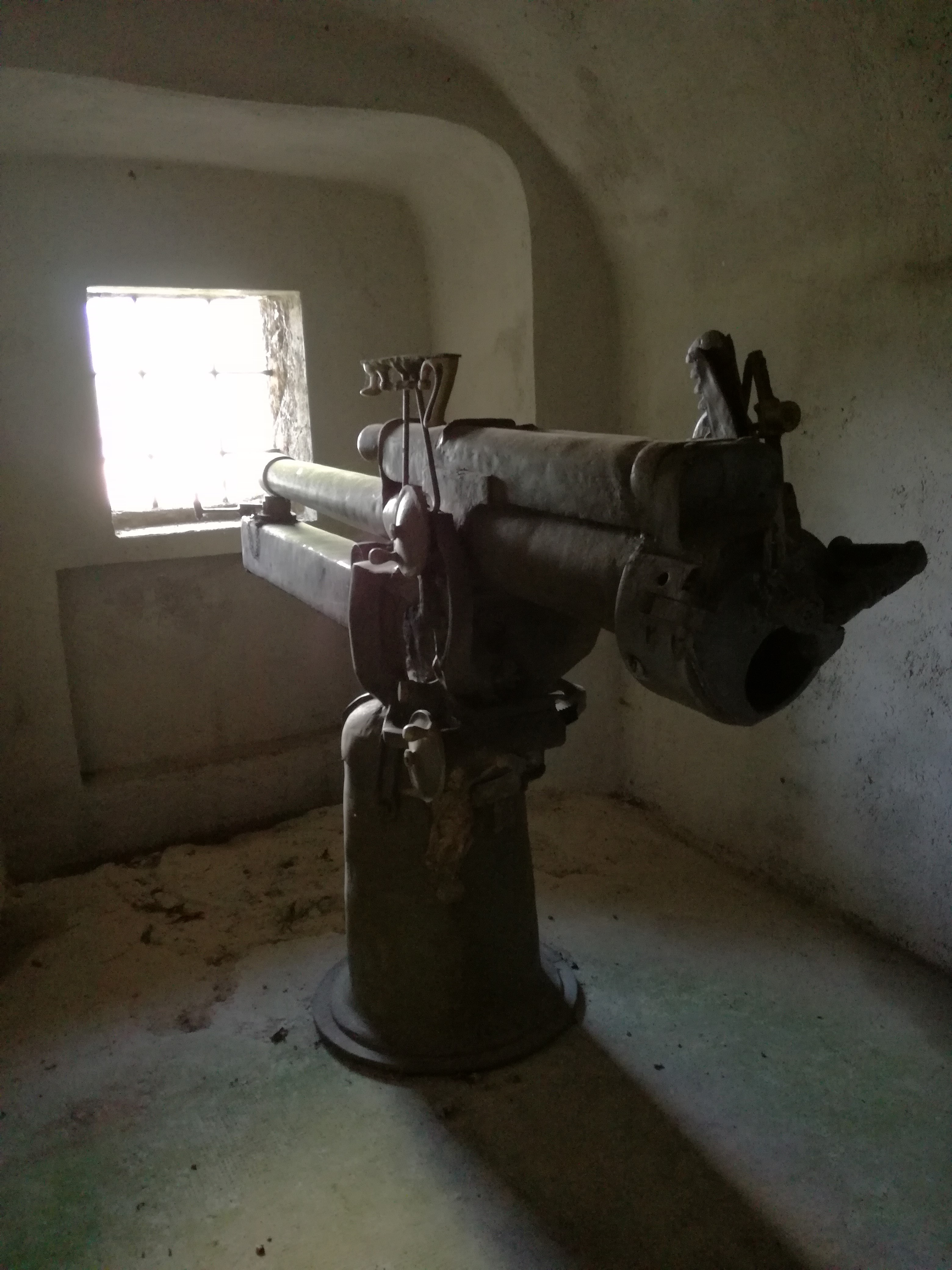
Kavernenbatterie Coldarco – 75-mm-Kanone Mod. 1911 auf Ständerlafette

Bereits Ende des 19. Jahrhunderts hatte die vom italienischen Generalstab mit der Errichtung von alpinen Sperren beauftragten Kommissionen, die Gegend um Coldarco in ihre Planungen für die Sperre Brenta–Cismon mit einbezogen gehabt. Coldarco sollte dabei insbesondere zum Schutz der darunter liegenden Straßensperren della Scala und Fontanelle dienen, da man die Widerstandsfähigkeit dieser beiden Werke bei Beschuss durch moderne Artillerie in Frage stellte.
So entstand bereits vor 1896 eine erste offene Batteriestellung für 149-G-Kanonen nördlich von Coldarco direkt oberhalb der Valsugana, zur Flankensicherung der die darunter liegenden Anlagen bei Primolano. Als man 1911 daran ging, auf dem Monte Lisser das gleichnamige Forte Lisser zu errichten, machte man sich auch daran, die darunter liegende Feldgeschützstellung bei Coldarco zu modernisieren. Eine dazu von der Genie-Direktion Padua beauftragte Kommission verwarf allerdings nach einigen Ortsbesichtigungen die Pläne, hier eine moderne betonierte Geschützstellung zu errichten, aufgrund der zu erwartenden Kosten, die nicht im Verhältnis zu Nutzen der Anlage stünden sowie aufgrund der Schwierigkeiten der Ausführung, die eine solche angestrebte Lösung verursacht hätte. Andererseits sah man es als notwendig an, eine Lösung zu finden, da eine offene Feldstellung keinerlei Schutz gegen Schrapnellbeschuss bot, so dass man sich am Ende für den Bau einer kavernierten Batteriestellung für vier Kanonen vom Modell 75 A und einem Artilleriebeobachtungsstand entschloss. Dabei kam der zu errichtenden Anlage die Aufgabe zu, eventuelle Infanterievorstöße von der Valsugana aus in Richtung Primolano zu unterbinden sowie die von Forte Leone im toten Winkel liegenden Bereiche zu bestreichen.
Mit dem Bau wurde noch 1912 begonnen, wobei man die Schießscharten für die Geschütze relativ klein ließ, da man anfangs davon ausging, die vier für die Anlage vorgesehenen Kanonen auf Wandlafetten zu stellen, was am Ende allerdings verworfen wurde. Die Schussöffnungen konnten ihrerseits mit nickellegierten Stahlpanzerungen verschlossen werden. Beendet waren die Arbeiten an der Kavernenbatterie erst im Sommer 1914, so dass beim Kriegsausbruch die Anlage noch nicht armiert war und man sich eilig daran machte, die Batterie entsprechend zu bewaffnen, was schließlich im Herbst des gleichen Jahres abgeschlossen war.
Mit dem Beginn der Kriegshandlungen am 24. Mai 1915 an der italienisch-österreichischen Front sollte Coldarco – wie die anderen Werke und Batterien der Sperre Brenta–Cismon auch – das Vorrücken der italienischen Truppen mit seiner Artillerie unterstützen und eventuelle Gegenangriffe aus dem Raum Tezze bekämpfen. Dazu kam es aufgrund der von Österreich-Ungarn zurückverlegten Frontlinie nicht und die Batterie Coldarco feuerte am Ende keinen einzigen Schuss ab. Zehn Tage nach dem Kriegsbeginn waren die italienischen Truppen soweit vorgerückt, dass sie außerhalb der Reichweite der Geschütze von Coldarco waren, womit die Anlage jegliche Bedeutung verloren hatte.
Daran änderte auch die im Mai 1916 angelaufene österreichisch-ungarische Südtiroloffensive nichts mehr. Noch im selben Jahr kam auch das offizielle Aus für Forte Coldarco, das mit der Auflösung der Sperre Brenta–Cismon vom 23. November 1916 schlicht und einfach aufgegeben und seinem Schicksal überlassen wurde. Die eingebauten Geschütze waren wahrscheinlich bereits vorher – wie die meisten anderen Geschütze der Sperre Brenta–Cismon auch – einer anderen Bestimmung zugeführt worden.
Auch nach der Zwölften Isonzoschlacht und dem Rückzug der Italiener auf die neue Verteidigungslinie Grappa–Piave im November 1917 spielte Coldarco bei der nachfolgenden Besetzung dieser Gebiete durch k.u.k.-Truppen keinerlei Rolle mehr.
In der Nachkriegszeit wurden die Stollen zur Sprengung von Blindgängern genutzt; dabei wurden die ursprünglich ausbetonierten Betonwände zum Großteil zerstört, ansonsten aber keine weiteren größeren Schäden verursacht. Zwischen 2006 und 2009 wurde die ehemalige Kavernenbatterie restauriert. Dabei wurde auch eine Geschützkaverne wieder ausbetoniert und eine 75-mm-Kanone Modell 1911, ein Nachfolgemodell des hier ursprünglich in Stellung gelegenen Modells 75 A, auf Ständerlafette aufgestellt.

## Beschreibung
Die Batterie Coldarco besteht aus einem etwa 60 Meter langen Hauptstollen, der in einem Bergvorsprung auf 587 m s.l.m. in den Fels getrieben wurde. Vom Hauptstollen zweigen fünf Seitenstollen, zum Teil leicht überhöht und über ausbetonierte Stufen erreichbar, in nordöstlicher Richtung ab, wobei im ersten dieser Seitenstollen der Artilleriebeobachter untergebracht war, während sich die Geschütze in den darauf folgenden vier Artilleriekavernen befanden, mit denen die Valsugana um und nördlich von Primolano unter Beschuss genommen werden konnte. Im Hauptstollen liegen gegenüber den Seitenstollen, die zu den Geschützen führten, vier Nischen, in denen die Munitionsreserve aufbewahrt war, wobei die letzte dieser Nischen nicht seitlich, sondern am Ende des Hauptstollens liegt. Rechts des Hauptstolleneingangs befand sich eine Wasserzisterne, deren Reste noch heute zu erkennen sind. Etwa 70 Meter vor dem Eingang lag das zum Teil in den Berghang angelegte Unterkunftsgebäude für die Besatzung der Kavernenbatterie, die auf 100 Mann ausgelegt war und auch als Lager genutzt wurde. Das Gebäude war mit einem Fahrweg und mit einem Laufgraben mit der Batterie verbunden.

## Bewaffnung
Die Batteriestellung war mit sechs Schnellfeuerkanonen 75 A auf Ständerlafette bewaffnet. Die Ständerlafette war deshalb ausgewählt worden, weil sie einen großen Seitenrichtbereich erlaubte, mit dem die Bekämpfung von beweglichen Zielen wesentlich leichter war. Der Sockel der Lafette lag auf Eisenplatten auf, die auf einem Betonsockel festgeschraubt waren. Die 75-A-Schnellfeuerkanone verschoss bis zu 6 kg schwere Granaten und hatte eine Reichweite zwischen 3.700 und 8.100 Metern.